# Dendropanax arboreus
Dendropanax arboreus är en araliaväxtart som först beskrevs av Carolus Linnaeus, och fick sitt nu gällande namn av Joseph Decaisne och Jules Émile Planchon. Dendropanax arboreus ingår i släktet Dendropanax och familjen Araliaceae. Inga underarter finns listade.